# 吳邦楨
吳邦楨（？—？），字子寧，號仰峰，直隸蘇州府吳江縣人，匠籍，明朝政治人物。

## 生平
嘉靖二十八年（1549年）己酉科應天府鄉試第一百二十九名舉人。嘉靖三十二年（1553年）中式癸丑科會試第二百五十九名，二甲第四十六名進士。都察院观政，授刑部主事，升员外、郎中，擢湖廣按察副使。迁甘肃行太仆卿，寻改陕西，致仕卒。

## 家族
曾祖吳璋，封刑部主事 贈中大夫太僕寺卿；祖父吳洪，南京刑部尚書 贈太子少保；父吳山，前刑部尚書。前母毛氏（贈淑人）；劉氏（封淑人）。兄邦栋、邦寀，俱监生；邦模（南京光禄署成丞）、弟邦本（医学正术）、邦杰、邦棐、邦榮，俱监生；邦枢、邦棨、邦相，俱生员；邦校。